# Dœuil-sur-le-Mignon
Dœuil-sur-le-Mignon là một xã trong tỉnh Charente-Maritime trong vùng Nouvelle-Aquitaine, tây nam nước Pháp. Xã Dœuil-sur-le-Mignon nằm ở khu vực có độ cao từ 28-84 mét trên mực nước biển.